# Meccus pallidipennis
Meccus pallidipennis es una especie de insecto heteróptero de la familia Reduviidae. También se la puede encontrar como Triatoma pallidipennis. Esta especie es vector del Trypanosoma cruzi, que puede provocar la enfermedad de Chagas en humanos.

## Distribución
En México, se encuentra en estados del centro del país y se extiende hacia la vertiente del Pacífico, desde Guerrero hasta Sinaloa.

## Características
El macho (28-35 mm de longitud) es de menor tamaño que la hembra (34-36 mm). Color oscuro con manchas anaranjadas que se sitúan, como en otros triatominos, de manera alterna. La cabeza es aproximadamente tres veces más larga que ancha. Detrás de cada ojo tienen un ocelo, de menor tamaño. El cuello, largo, alcanza 7-9 mm en las hembras y 5-7 mm en los machos. Se observan diferencias también en el tamaño del abdomen, que en los machos es de 10-13 mm y en las hembras de 12-20 mm. A las hembras las diferencia la presencia del ovipositor. Una parte del corio, la porción dura de las alas anteriores, es de color blanco.

### Ciclo de vida completo de ejemplares deM. pallidipenniscolectados en Puebla, México

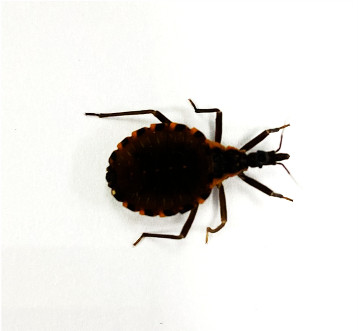
Ninfa estadio 4